# Stratigoto de Messina

Escudo de Sicilia.

La institución del Stratigoto de Mesina (también llamado straticò o straticoto) se estableció en la época bizantina y, como se puede deducir por su etimología, tenía carácter militar.

## Historia
Más tarde, los normandos, tras la institución de los baiuli, dejaron al frente de Mesina al stratigoto que, junto a su corte, tenía como principal competencia la observancia del cumplimiento de las leyes, así como administrar la justicia en caso contrario. También intervenía en la elección de los oficiales de la ciudad, tales como jueces, maestros de plaza, etc. Así mismo, la transmisión de bienes inmuebles tenía que legalizarse a través de sus oficinas.
El número de jueces de la curia straticoziale, variable entre tres y cinco, fue definitivamente fijado en tres en el siglo XVI y todos, tanto el stratigoto como los jueces y el notario, encargado de la redacción de las actas y documentos propios del ejercicio como del posterior archivo de los mismos, tenían una vigencia en el cargo de 1 año.
La curia straticoziale era competente en materia civil y criminal: su zona de jurisdicción comprendía el territorio de Mesina completo y desde el distrito de Milazzo a Taormina. Para los ciudadanos de Mesina su competencia era exclusiva, tal y como lo refleja el privilegio del infante Juan de Aragón del 15 de diciembre de 1283, confirmado por cada uno de sus sucesores mientras duró la institución, estableciendo que, para cualquier causa civil o criminal, los messineses solo tenían que acatar las leyes en su ciudad ante el stratigoto y su curia. Por lo que respecta al resto de su jurisdicción, desde Milazzo hasta Taormina, existían centros de administración de justicia para causas menores, pero con revisión de los fallos por la curia straticoziale y derecho de apelación por parte de los encausados ante la curia straticoziale de Mesina.
Esta, por otra parte, tenía la obligación de visitar al menos una vez al año, estos alejados centros de administración de la justicia, así como atender cualquier reclamación de los ciudadanos contra los funcionarios locales. Las sentencias de la curia straticoziale también tenían su posible apelación, en este caso ante la curia “primarum appellationum” (privilegio del rey Juan del 16 de febrero de 1286). Posteriormente y con privilegio del 30 de julio de 1512, se estableció que para las causas penales (crímenes de lesa majestad, atraco a mano armada, asesinato, devastación de campos, falsificación de moneda, etc) la apelación fuese directamente ante el virrey.
La curia straticoziale fue suprimida tras la revuelta de Mesina contra España (1674-1678), pasando a convertirse en gobernador.

## Relación de Stratigotos y Gobernadores de Mesina

### Stratigotos de Mesina
- 400 Teodosio.
- 407 Metrodoro.
- 550 Domenziolo.
- 7l8 Sergio. Paulo.
- 787 Niceta.
- 1060 Catameno Ambusto.
- 1061 Rotlando Landolina, normanno. ha ricevuto il titolo da Ruggero d'altavilla dopo aver conquistato l'isola.
- 1080 Nicolò Camuglia.
- 1082 Giovanni di Ferro.
- 1082 Riccardo d'Orleans, francese.
- 1081 Ugo Ferro, normanno.
- 1092 Giovanni Grifeo o Graffeo.
- 1100 Ruggiero di Norvegia.
- 1108 Velardo Velardi, francese.
- 1115 Giovanni Graffeo.
- 1118 Riccardo Vagliaman, francese.
- 1119 Niccolo Leontini, siciliano, Gerardo Leontini, siciliano.
- 1120 Riccardo Filingeri, francese.
- 1125 Gervasio Ruffo, siciliano.
- 1131 Abbo Barrese, da Palermo.
- 1137 Riccardo di Patti, da Mesina.
- 1139 Gerardo Leontini, da Mesina.
- 1149 Giorgio Landolina
- 1150 Corrado Saccano, da Mesina.
- 1154 Guglielmo Perollo.
- 1160 Metrodoro da Scio.
- 1161 Roberto Saccano, da Mesina.
- 1163 Ruggieri di Rohan, normanno.
- 1168 Polidoro Pierleoni, italiano.
- 1169 Giorgio Landolina, siciliano.
- 1172 Roberto Trani.
- 1176 Ugone Graffeo, da Palermo.
- 1179 Giorgio Crisafi, da Mesina.
- 1185 Giovanni Leontini, di Mesina.
- 1189 Gualtieri Saccano, da Mesina.
- 1192 Leone d'Avito, francese.
- 1195 Ladislao Anzalone, da Mesina.
- 1199 it:Diopoldo von Hohenburg, tedesco.
- 1200 Giovanni Calvelli, da Palermo.
- 1203 Giovanni Leontini, da Mesina,
- 1208 Federico Anzalone, da Catania.
- 1212 Bartolomeo d'Avito, francese.
- 1215 Roberto Palici, da Mesina.
- 1219 Federico Anzalone, da Catania.
- 1223 Alafranco Leontini, da Mesina.
- 1225 Vinciguerra Palici, da Mesina,
- 1230 Luca Crisafi, da Mesina.
- 1232 Rartolomeo d'Avito.
- 1235 Giovanni Graffeo, da Palermo.
- 1238 Corrado de Poitiers, francese.
- 1240 Gualtieri Velardi.
- 1244 Niccolò Palici, da Mesina.
- 1245 Bonafede Collura, da Mesina.
- 1246 Galvano Lanza, longobardo.
- 1249 Riccardetto Alemanno, siciliano.
- 1252 Ruggieri Gervasio Ruffo.
- 1254 Guglielmo Borello.
- 1256 Leonardo Aldigieri.
- 1258 Abbo Filangeri, da Mesina.
- 1260 Riccardo Gaetano, pisano.
- 1261 Roberto Grangiano.
- 1262 Guglielmo Cicala, figlio di Carlo, visconte di Alifia.
- 1265 Giordano d'Anglona. Paolo Lanza, siciliano.
- 1267 Guglielmo Grosso e Porzio, da Mesina.
- 1268 Niccolò Spinola, genovese.
- 1269 Bernardo Ferro, da Trapani.
- 1270 Bartolomeo Graffeo, da Palermo.
- 1271 Giovanni di S. Remigio, francese.
- 1272 Paolo Lanza barone di S. Pelagia, da Palermo.
- 1273 Filippo Sondard, francese.
- 1276 Corrado da Moirer, francese.
- 1278 Nicolò Cesareo, da Mesina.
- 1280 Narsone de Turciano, francese.
- 1281 Alaimo di Leontini, da Mesina.
- 1282 Bartolomeo Mariscalco, da Mesina.
- 1283 Corrado Lanza, siciliano.
- 1284 Baldovino Mussomino.
- 1288 Gerardo Saccano, da Mesina.
- 1289 Nicolò Palici, da Mesina.
- 1291 Gualtieri Velardo, siciliano.
- 1292 Arrigo Chiaramonte, siciliano.
- 1294 Nicolò Palizzi, da Mesina.
- 1295 Federico Collura, da Mesina.
- 1296 Francesco d'Avito.
- 1297 Alfonso Bonulpen, catalano.
- 1299 Pietro delle Rame, di Catalogna.
- 1300 Raimondo degli Uberti.
- 1303 Farinata degli Uberti.
- 1306 Arrigo Barresi, da Palermo.
- 1308 Manfredi Chiaramonte, da Palermo.
- 1310 Giovanni Romeo, da Mesina.
- 1312 Lamberto Montaperto, da Palermo.
- 1315 Andrea Alifia, da Palermo.
- 1317 Francesco Platamone, da Vizzini.
- 1320 Cristofaro Romano, siciliano
- 1322 Pietro di Mauro, da Mesina
- 1324 Ruggiero la Lamia
- 1326 Alanfranco Leontini, da Mesina.
- 1329 Natale Anzalone, da Catania.
- 1331 Arrigo Romeo, siciliano.
- 1333 Pietro delle Rame.
- 1334 Filippo di Mauro, gran cancelliere di Mesina.
- 1336 Luigi Aldobrandini
- 1338 Giacomo la Lamia.
- 1339 Ugone Lanza, da Mesina.
- 1340 Filippo di Mauro, gran cancelliere di Mesina.
- 1342 Federico Callari.
- 1343 Stefano di Mauro.
- 1344 Orlando d'Aragona, da Mesina.
- 1346 Giovanni Coriglies. Alfonso Bonculpon. Niccolò de Azalori.
- 1348 Cristofaro Romano, barone di Cesarò, da Mesina.
- 1350 Arrigo Rosso conte d' Aidone, da Mesina.
- 1352 Abbo Filangeri, da Palermo.
- 1353 Antonio Crispo, da Mesina.
- 1354 Gerardo Opezinghi, da Palermo.
- 1355 Arrigo Rosso conte d' Aidone e Sclafani, da Mesina.
- 1356 Francesco II de Ventimiglia conde de Geraci.
- 1357 Riccardo Mariscalco.
- 1359 Dainiano Spadafora, da Mesina. Gilio Stayti, da Trapani.
- 1360 Bernardo Raimondo de Monterosso.
- 1361 Francesco Emanueli, da Mazzara.
- 1363 Giacomo Francone.
- 1364 Giacomo la Lamia.
- 1363 Tommaso Romano, barone di Cesarò, da Mesina.
- 1368 Bernardo Raimondo, da Monterosso.
- 1370 Corrado Spadafora, da Mesina.
- 1371 Gerardo Opezinghi, da Palermo.
- 1372 Riccardo Filingeri barone di Licodia, da Palermo.
- 1373 Bernardo Ferro, da Trapani. Gerardo Pizzinga, da Palermo.
- 1374 Alanfranco Leontino.
- 1375 Tommaso Romano barone di Cesarò, da Mesina.
- 1376 Bonaventura Graffeo, barone di Partanna, da Palermo. Arrigo Rosso da Mesina.
- 1377 Guglielmo Artegna, d'Aragona.
- 1378 Matteo di Arizzi, da Siracusa.
- 1379 Giovanni Aldobrandini.
- 1380 Manfredi d'Aurea, Barone di Catalabiano.
- 1381 Federigo d' Aloysio.
- 1382 Nicolo Grifalco.
- 1383 Ruggiero Asmari.
- 1384 Filippo Chiaramonte, da Palermo.
- 1385 Pietro Ardoino da Mesina.
- 1386 Tommaso Spadafora, da Mesina.
- 1387 Falcone di Falcone.
- 1388 Roberto Bonfiglio, da Mesina.
- 1389 Pietro Bonsignore.
- 1390 Luigi Bonaccolsi, da Mantova.
- 1391 Tommaso Romano, barone di Cesarò da Mesina.
- 1392 Giacobino Campolo, tesoriere del regno, da Mesina.
- 1393 Guglielmo Borgia (o Boyra).
- 1394 Niccolo d'Orsone.
- 1395 Berengario Orioles, da Palermo.
- 1396 Francesco Villamari.
- 1397 Riccardo Filangieri, da Mesina.
- 1398 Pietro d'Arbea, di Catalogna.
- 1389 Tommaso Spadafora, da Mesina.
- 1400 Sallimbene Marchese, da Mesina.
- 1401 Berengario di Orioles, Barone di S. Pieri.
- 1402 Giovanni Cruillas, Barone di Francofonte.
- 1403 Nicolo d'Orsuna.
- 1404 Pietro di Arbea.
- 1405 Sallimbene Marchese.
- 1401 Francesco Villamari.
- 1407 Guglielmo Raimondo Moncada, conte di Adernò, da Palermo.
- 1408 Giovanni Crisafi, da Mesina.
- 1409 Tommaso Romano, Barone di Cesarò, da Mesina.
- 1410 Pietro d' Arbea.
- 1411 Nicolo Castagna, Barone di Monforte, che fu Viceré di Sicilia.
- 1412 Ruggiero Pullicino. Tommaso Romano, da Mesina.
- 1413 Luigi Requesens, da Palermo.
- 1414 Riccardo Filangeri, Barone di S. Marco, da Palermo.
- 1415 Tommaso Romano, Barone di Cesarò, da Mesina.
- 1416 Andrea Castelli, da Mesina.
- 1417 Giovanni Villaragut.
- 1418 Antonio Moncada, cavaliere Gerosolimitano, da Mesina.
- 1419 Orilio Sottili.
- 1420 Antonio Castelli, da Mesina.
- 1421 Giovanni Crisafi, da Mesina.
- 1422 Raineri Cortino.
- 1423 Manfredi Orioles, da Palermo.
- 1424 Rinaldo Sortino, siciliano.
- 1423 Andrea Castelli.
- 1424 Antonio Moncada, cavaliere Gerosolimitano, da Mesina.
- 1427 Antonio Castelli, da Mesina. Manfredi Orioles, da Palermo.
- 1428 Francesco Filangeri, da Palermo.
- 1429 Antonio Castelli. Salvadore Spatafora, da Mesina.
- 1430 Giovanni Fernandes d'Heredia.
- 1431 Salvadore Spadafora, da Mesina.
- 1432 Antonio Moncada, cavaliere Gerosolimitano, da Mesina.
- 1433 Antonio Olzino, da Mesina.
- 1434 Andrea Paruta, da Palermo.
- 1435 Arcimbao Barresi, da Palermo.
- 1436 Arrigo Statella, da Catania.
- 1437 Francesco Buschetto, Italiano.
- 1438 Perricone Belloc, da Palermo.
- 1439 Oribio Sottili, Siciliano.
- 1440 Adamo Asmondo, da Catania. Antonio la Gunnella.
- 1441 Giovanni di Taranto, Barone di Castania.
- 1442 Sancio Platamone, da Vizzini.
- 1443 Artale d' Alagona, da Palermo.
- 1444 Gabriele Abbate, da Trapani.
- 1445 Giovanni Montalbo.
- 1446 Berengario Gaetani, da Palermo.
- 1447 Giovanni Sanoz.
- 1448 Antonino di Aragona.
- 1449 Berengario Gaetani (per un mese).
- 1449 Pietro Paternò, Barone di Graneri, d'Aragona, Cuba e Sparacogna,
- 1450 Giovanni Sanoz.
- 1451 Guglielmo Campolo, da Mesina.
- 1452 Rinaldo Sortino, da Palermo.
- 1453 Giovanni Sanoz.
- 1454 Giovanni Platamone, da Palermo.
- 1455 Giovanni Pertuso.
- 1456 Francesco Grasso.
- 1457 Antonino di Martino, e per sua assenza Stefano de Ponte.
- 1458 Pietro Celesti.
- 1459 Gabriele Abbate, da Trapani.
- 1460 Guglielmo Raimondo Moncada, che fu viceré di Sicilia , da Palermo.
- 1461 Giovanni Sanez.
- 1463 Giovanni Corbera.
- 1465 Rinaldo Sonino, da Palermo.
- 1466 Giovanni Valguarnera, da Palermo.
- 1467 Pietro Paternò, Barone di Graneri, d'Aragona, Cuba e Sparacogna,
- 1468 Arrigo Statella, da Catania.
- 1469 Gaspare Pollicino.
- 1470 Giovanni Paternò, III Barone della Terza Dogana
- 1471 Bernardo d'Arguto.
- 1472 Pons de Crapa, Aragonese.
- 1473 Federigo Crispo, da Mesina.
- 1474 Giovanni Valguarnera, Conte d'Asaro, da Palermo.
- 1475 Niccolò Castagna, da Nicosia.
- 1476 Raimondo Moncada, da Mesina.
- 1478 Giulio Centelles, da Palermo.
- 1479 Leonardo Filangieri, da Palermo. Ambrosio Moncada, da Mesina.
- 1480 Luigi Requesens, da Palermo.
- 1481 Nicolò Castagna, Siciliano.
- 1482 Raimondo Filangieri, da Mesina.
- 1483 Luigi Requesens, gran Cancelliere.
- 1488 Simonetto Settimo, Barone di Giarratana, da Palermo.
- 1489 Francesco Riccario, Governatore di Modica.
- 1490 Tommaso Girafalco.
- 1491 Francesco de Vivirò.
- 1492 Francesco Gioeni, da Catania.
- 1493 Giovanni Valguarnera, da Palermo.
- 1494 Giovanni Villarove.
- 1495 Giovanni Centelles, da Palermo.
- 1496 Antonio d'Aragona, da Mesina.
- 1497 Pietro Cardona, Conte di Collesano, da Palermo.
- 1498 Antonio Patella (ossia Abbatellis), Conte di Cammarata, da Palermo.
- 1500 Francesco Micenio.
- 1501 Tommaso Merullo, Conte di Condoianni, da Mesina.
- 1502 Antonio Giacomo Lavian, Barone di S. Fratello.
- 1503 Antonio Abbatellis (ossia Patella), Conte di Cammarata. Guglielmo Moncada, da Palermo.
- 1504 Nicolò Melchiorre Branciforte, Conte di Mazzarino, da Palermo.
- 1503 Guglielmo Raimondo Moncada , e per la sua morte , il conte d'Adernò Moncada, da Palermo.
- 1506 Francesco de Ventimiglia, de Palermo.
- 1507 Vincenzo Luna, da Palermo.
- 1509 Francesco de Ventimiglia, de Palermo.
- 1510 Giacomo Agliata,, Barone di Castellamare, da Palermo.
- 1513 Giovanni Valguarnera, da Palermo. Giovanni Luna conte di Caltabellotta, da Palermo.
- 1515 Antonio d'Agona.
- 1510 Tommaso Marullo, conte di Condaianni, da Mesina.
- 1517 Giovanni Luna, conte di Caltabellotta.
- 1518 Alonzo Cardona, da Palermo.
- 1519 Tommaso Marullo, conte di Condoianni.
- 1520 Alfonso Siscara, conte d'Ajello. Vincenzo Tagliavia, barone di Castelvetrano, da Palermo.
- 1521 Alonzo Cardona, conte di Riggio.
- 1522 Vincenzo Larcano, conte di S. Filadelfo, da Palermo.
- 1524 Giulio Cesare Caraffa , barone di Fiumara di muro , da Napoli.
- 1525 Salimbene Marchese, Barone della Scaletta, da Mesina.
- 1520 Vincenzo Tagliavia Aragona, conte di Castelvetrano, da Palermo.
- 1527 Bernardo Requesens, da Palermo.
- 1528 Giovanni Marullo, conte di Condagusta, da Mesina.
- 1529 Francesco Viperos.
- 1530 Pompeo Santapau, Marchese di Licodia, da Palermo.
- 1532 Giovanni II de Ventimiglia, VI marchesse di Irache, XX conte di Geraci.
- 1534 Giovanni Marullo, conte di Condagusta.
- 1536 Bernardo Requesens, barone di Pantelleria , da Palermo.
- 1539 Blasco Branciforti, conte di Cammarata, da Palermo.
- 1540 Giovanni II de Ventimiglia, VI marchese di Irache, XX conte di Geraci..
- 1542 Ambrogio Santapau, marchese di Licodiaa, da Palermo.
- 1543 Giovanni Valguarnera, conte d'Asaro, da Palermo.
- 1545 Antonio Branciforti , Barone di Mirto, da Palermo.
- 1547 Álvaro Ossorio.
- 1349 Pietro Luna, conte di Caltabellotta, da Palermo.
- 1552 Simone II de Ventimiglia, VII marchese di Irache, XXI conte di Geraci.
- 1554 Pietro Urries, signore di Ayarebel, spagnolo: fu ucciso dai Turchi.
- 1556 Francesco Moncada, conte d'Adernò, da Palermo.
- 1565 Pietro Barresi, principe di Pietraperzia, da Palermo. Conte Francesco Landriani, presidente del Regno di Sicilia.
- 1567 Carlo Ventimiglia, conte di Naso, da Mesina. Francesco Santapau , principe di Butera, da Mesina.
- 1570 Lorenzo Galletti, conte di Gagliano, da Palermo.
- 1572 Francesco Condubat, marchese d'Arena.
- 1574 Giovanni Ossorio, da Palermo.
- 1576 Pompeo Colonna, duca di Zagarola , da Napoli.
- 1578 Alfonso Bisbal, marchese di Briatico, presidente del regno di Sicilia.
- 1581 Filippo Borgia.
- 1587 Bernardo de Toledo.
- 1588 Giovanni III de Ventimiglia, VIII marchese di Irache, XXII conte di Geraci.
- 1592 Ferdinando Caracciolo, duca d'Airola, da Napoli.
- 1594 Giovanni III de Ventimiglia, VIII marchese di Irache, XXII conte di Geraci.
- 1597 Vincenzo di Bologna, marchese di Marineo, da Palermo.
- 1598 Francesco del Bosco, conte di Vicari, da Palermo.
- 1600 Pietro Borgia principe di Squillaci.
- 1604 Vincenzo Bologna, marchese di Marineo.
- 1606 Ottavio d' Aragona, da Palermo.
- 1609 Mariano Migliaccio , marchese di Monte Maggiore, da Palermo.
- 1611 Gregorio Mendozza, duca d'Agrapoh.
- 1613 Antonio Manrique de Vargas
- 1616 Lorenzo di Giovanni, principe di Tre Castagne , da Mesina.
- 1619 Diego d'Aragona, da Palermo.
- 1621 Pietro Balsamo, principe di Roccafiorita, da Mesina.
- 1624 Giovanni Grasso.
- 1626 Diego Zappata, marchese di S. Florio.
- 1633 Álvaro Pérez de Loscado, marchese di Briatico.
- 1634 Alfonso de Cardines.
- 1637 Carlo Zerbellone, principe di Marano.
- 1643 Placido Nicolò Branciforti, principe di Leonforte e cavaliere di S. Giacomo, da Palermo.
- 1645 Girolamo d' Aunzè de Xaverier.
- 1646 Luigi Aurifici e Mendozza, principe di Sarsi.
- 1649 Diego Rubin Delely.
- 1651 Antonio de Torres.
- 1655 Francesco d'Alians.
- 1660 Francesco Villapaterna.
- 1667 Fabrizio Caracciolo, duca di Girifalco.
- 1670 II marchese di Ginberg.
- 1671 Luigi dell' Hoyo.
- 1673 Diego Sona, marchese di Crespano, consigliere di S. Chiara in Napoli.

### Gobernadores de Mesina
- 1678 Pietro Aldao, Spagnuolo Conte de Lovegni, don Fiamingo. Gaspare Borgia, maestro di campo. Giovanni Carrera. Gaspare Borgia.
- 1681 II maestro di campo de la Landette, Feliciano la Ponte.
- 1685 Rodrigo Sodinez Broviedo y Chessada.
- 1688 II maestro di campo, generale dell'artiglieria Correa.
- 1690 Sancio Meranda Ponzale Leon, maestro di campo generale.
- 1702 Feliciano la Ponte, interino. Giovanni d'Acugna, maestro di campo generale.
- 1712 Carlo Emmanuele conte della Rocca ed Ozzasco.
- 1714 II Conte Vianzini.
- 1715 Filippo Tona, march. d'Entraccles.
- 1716 Luca Spinola cavaliere Gerosolimitano, Tenente Generale di cavalleria.
- 1720 Giorgio Oliverio conte Vallis Tedesco, libero barone di Carigmaine, gentiluomo di camera, generale di battaglia, e colonnello.
- 1721 Matteo Giuseppe Marchese Lucini, generale di battaglia, colonnello di un reggimento d'Infanteria Lombarda.
- 1722 II Conte Vallis.
- 1725 Federigo Conte principe di Diesbanch del S. R. I. generale di battaglia.
- 1730 Ottone Ferdinando conte di Abensperg e Fraun; generale di battaglia, Confaloniere dell'Austria superiore ed inferiore.
- 1733 Giorgio Cristiano Principe di Cobkovitz e del S.R.I., generale di battaglia , colonnello di un reggimento di Corazzieri.
- 1734 II Conte Marcillac.
- 1738 Giuseppe Grimau y Corbera commendatore di Calatrava, Cav. di S. Gennaro.
- 1754 Domenico Agliata Principe di Villafranca , cav. di S. Gennaro e grande di Spagna, da Palermo.
- 1776 Antonio Gortada y Bru, Tenente Generale, fu presidente del regno di Sicilia.
- 1779 Vincenzo Moncada Principe di Calvaruso, cav. del Real Ordine di S. Gennaro, da Mesina.
- 1784 Giovanni Odea, Maresciallo di Campo d' Irlanda.
- 1788 Giovanni Danero, Tenente generale, da Napoli.
- 1799 Alessandro Filangieri , principe di Cutò, maresciallo, cavaliere di S. Gennaro e Gerosolimitano, presidente del Regno di Sicilia; da Palermo.
- 1800 il Cavaliere Guillichini brigadiere, e cavaliere di S.Stefano.
- 1808 Giovanni Danero.
- 1812 Vincenzo la Grua Talamanca, Principe di Carini, Brigadiere, Cavaliere del R. ordine di S.Gennaro, da Palermo. Antonio Ruffo principe de la Scaletta, teniente general de los ejércitos de S. M. siciliana, caballero de la orden de S. Gennaro, interino de Mesina.